# Le mille e una notte (film 1969)
Le mille e una notte (千夜一夜物語?, Senya Ichiya Monogatari) anche noto come Mille ed una notte, è un film di animazione del 1969 diretto da Eiichi Yamamoto e concepito da Osamu Tezuka.
Il film fu prodotto dallo studio di animazione di Tezuka, la Mushi Production, e appartiene al filone conosciuto come Animerama (アニメラマ) di cui fu capostipite. Gli animerama, sono un tipo di anime a sfondo erotico, dedicati esclusivamente ad un pubblico adulto, e animati con uno stile sperimentale, influenzato dalla cultura pop. Il lungometraggio si ispira liberamente a diverse novelle della raccolta Le mille e una notte.

## Trama
Il film racconta in chiave erotica la famosa raccolta di novelle "Le mille e una notte": Aladino è un venditore ambulante di acqua, che si innamora di una donna, Miriam, vista a un mercato di schiavi a Baghdad ma Havahslakum, figlio del capo della polizia, la compra. Prima che possa portarla a casa, una tempesta di sabbia interrompe l'asta. Aladino tra la confusione riesce a trovare Miriam salvandola dalla schiavitù. Viene la sera Aladino e Miriam si nascondono in una casa apparentemente vuota e lì consumano il loro primo rapporto sessuale senza accorgersi di essere stati sorvegliati dal padrone della casa, Suleiman, che li blocca e quando arrivano Havahslakum e le sue guardie le vite dei due amanti si dividono bruscamente: Miriam finisce nelle sue mani e Aladino viene mandato in prigione dove viene torturato per essere sospettato dell'omicidio del sultano. Dopo questa separazione Miriam partorirà una bambina morendo e Aladino viene liberato e incontra Budley nel deserto che minaccia di ucciderlo, ma gli mostra pietà e lo lascia andare. Poi l'uomo trova una grotta dove vive Kamarkim con i quaranta ladroni. Aladino lo segue e fa conoscenza di Mardia, una giovane donna ladro, che minaccia di ucciderlo ma Aladino la convince a vedere il mondo con lui. Così i due volano via su un cavallo magico fatto di legno. Mentre volano sopra l'oceano, vengono catturati da dei misteriosi capelli vivi di cui riescono a liberarsi; poi arrivano su un'isola, abitata solo da donne affascinanti e sensuali, dove la loro regina li invita rimanere, ma Mardia non si fida della donna così lascia Aladino sull'isola insieme alla regina e alla donne con le quali fa sesso; però la regina proibisce ad Aladino di entrare di notte nella sua camera e nemmeno nei boschi, ma l'uomo preso dalla curiosità la scopre trasformarsi in un grande serpente bianco così come tutte le donne dell'isola riuscendo per sua fortuna a scappare gettandosi in mare.
In seguito l'uomo viene raccolto dai dei marinai su una nave magica che lo porterà ovunque e soddisferà quasi tutti i suoi desideri. Nel frattempo, 15 anni dopo, un pastore di pecore di nome Aslarn chiede a due esseri mutaforma, di cui l'essere femminile se ne innamora, di portargli la principessa di Baghdad ma durante il teletrasporto le cose vanno male. Durante questo periodo Aladino organizza e partecipa a una competizione a Baghdad, il cui vincitore diventerà re, coinvolgendo anche Aslarn che vince la gara ingannando il suo avversario; allora l'uomo decide di costruire una torre ma non si sente preparato per le pressioni della regalità e decide di tornare a viaggiare da solo lasciando il trono a Aslarn e a Jaris, che scoprirà poi di essere sua figlia avuta da Miriam.

## Distribuzione
Il film venne distribuito in Giappone il 14 giugno 1969. In Italia è stato trasmesso su Euro TV il 2 dicembre 1984.

### Edizioni home video
In Italia il film è stato pubblicato in VHS e Betamax nel 1984 dalla ITB (Italian TV Broadcasting) con il titolo Mille ed una notte, e successivamente è stato distribuito sempre in VHS da diverse case come Le mille e una notte.